# The Comfort Zone
The Comfort Zone är det andra studioalbumet av den amerikanska sångaren och skådespelaren Vanessa Williams. Albumet gavs ut av Wing och Polydor Records den 20 augusti 1991.

## Bakgrund
År 1988 släpptes Williams' debutalbum The Right Stuff på Ed Eckstines Wing Records. Albumet genererade flera framgångsrika musiksinglar, däribland "Dreamin'", vilken toppade amerikanska R&B-singellistan Hot Black Singles år 1989. Även om albumförsäljningen genererade ett guldcertifikat från Recording Industry Association (RIAA) var Williams besviken då det inte sålde lika bra som många av hennes samtida konkurrenter. I sin memoar You Have No Idea (2012) kommenterade hon:
| ” | När mitt album till sist äntligen sålde guld var det enda jag kunde tänka: varför sålde det inte platina? Paula Abdul, Nia Peeples och Pebbles debuterade med album samtidigt som mig—de sålde alla platina. Varför gjorde inte jag? Jag stannade inte upp och kände mig nöjd med att guld faktiskt var ganska bra. [...] När jag hörde mina låtar spelas på radio tänkte jag redan på mitt nästa album. Jag var tvungen att göra ett ännu bättre andra album så jag kunde bevisa för alla att jag inte bara haft tur första gången." | „ |

## Låtlista
| 1.  | "The Comfort Zone"                        | Kipper Jones Reggie Stewart                                       | Gerry Brown Jones                              | 3:59 |
| 2.  | "Running Back to You"                     | Trevor Gale Kenni Hairston                                        | Bob Rosa Hairston DJ L.A. Jay Rob Von Arx Gale | 4:39 |
| 3.  | Work to Do (featuring Dres)               | O'Kelly Isley, Jr. Ronald Isley Rudolph Isley Andres "Dres" Titus | Dr. Jam Brown Phase 5 Vanessa L. Williams      | 4:36 |
| 4.  | "You Gotta Go" (featuring Brian McKnight) | Dr. Jam McKnight Mark Stevens                                     | McKnight Dr. Jam Brown                         | 6:21 |
| 5.  | "Still in Love"                           | Derek Bramble                                                     | Bramble                                        | 5:22 |
| 6.  | "Save the Best for Last"                  | Phil Galdston Jon Lind Wendy Waldman                              | Keith Thomas                                   | 3:38 |
| 7.  | "What Will I Tell My Heart?"              | Irving Gordon Jack Lawrence Peter Tinturin                        | Brown Williams                                 | 4:17 |
| 8.  | "Strangers Eyes"                          | Dr. Jam Brown Stevens                                             | Dr. Jam Brown Stevens                          | 6:16 |
| 9.  | "2 of a Kind"                             | Dr. Jam Williams                                                  | Dr. Jam Brown Williams                         | 5:16 |
| 10. | "Freedom Dance (Get Free!)"               | Jones Stewart                                                     | Bruce Carbone Dave Darlington Brown Jones      | 4:14 |
| 11. | "Just for Tonight"                        | Thomas Cynthia Weil                                               | Thomas                                         | 4:28 |
| 12. | "One Reason"                              | Thomas Weil                                                       | Thomas                                         | 4:52 |
| 13. | "Better off Now"                          | Thomas Bryndle                                                    | Thomas                                         | 4:14 |
| 14. | "Goodbye"                                 | Gary Chapman Thomas                                               | Thomas                                         | 4:21 |

| 15. | "The Right Stuff" (Norman Cook 12″ remix) | Rex Salas Kipper Jones | Salas Norman Cook | 6:18 |

| 16. | "Running Back to You" (DNA 7″ mix) | Gale Kenni Hairston | Rosa Hairston Jay Von Arx Gale DNA | 3:25 |